# TLC (텔레비전 네트워크)
TLC는 미국의 케이블 채널이며, 워너 브라더스 디스커버리가 운영하고 있다. 교육 방송으로 시작했지만 현재는 리얼리티 방송에 집중하고 있다.

## 역사
1972년에 애팔래치아산맥 주민들을 위한 원격 교육 방송인 AESP(Appalachian Educational Satellite Project)로 개국했다. 채널은 미국 교육보건복지부와 NASA가 합작으로 운영했다. 1980년 더 러닝 채널(The Learning Channel)로 이름을 바꿨다. 1980년대에 운영이 민간으로 넘어갔지만 과학, 자연, 의료를 중심으로 한 기존의 교육 프로그램들은 그대로 유지되었다.
1991년 경쟁사인 디스커버리 채널이 TLC를 인수했다. 새로운 경영진은 기존의 다큐멘터리와 어린이 프로그램을 유지하면서 TLC의 프로그램들의 종류를 인테리어와 패션 등으로 넓혔다. 1998년에 The Learning Channel 이름을 버리고 단순히 TLC가 되었다. 2000년대에는 교육 프로그램들을 완전히 버리고 리얼리티 방송 전문 채널이 되었다. 새로운 프로그램들은 대부분 어린이 미인 대회(Toddlers and Tiara), 기독교 근본주의 가정(19 Kids and Counting) 등 엽기적인 내용이었다.